# Daniela Souza
Daniela Paola Souza Naranjo, nascida em 27 de agosto de 1999, é uma taekwondista mexicana de combate ou modalidade kyorugi. Ela ganhou o bronze no Campeonato Mundial de Taekwondo Júnior em 2016, a medalha de ouro nos Jogos da América Central e do Caribe de Barranquilla em 2018 e nos Jogos Pan-americanos de 2019 na categoria –49 kg.
Ela participou do Campeonato Mundial de Taekwondo de 2019 em Manchester, chegando às quartas de final. No Mundial de 2022 em Guadalajara, conquistou o ouro na categoria –49 kg depois de derrotar a Guo Qing na final.
Ela nasceu em Zapopan, mas considera Tijuana sua cidade natal.